# Cabares
Cabares es un género de lepidópteros ditrisios de la subfamilia Eudaminae  dentro de la familia Hesperiidae.

## Especies
- Cabares potrillo
- Cabares rinta